# Рибница (парк в Пловдив)
Вижте пояснителната страница за други значения на Рибница.
Рибница е един от основните обществени паркове в град Пловдив.

## Местонахождение
Парк „Рибница“ се намира в район „Северен“ и заема площ с правоъгълна форма северно от булевард „Дунав“, между „Брезовско шосе“ и „Карловско шосе“.
До него се намира кръгово кръстовище, което свързва булевард „Цар Борис III – Обединител“ с булевард „Дунав“ и „Брезовско шосе“ и носи името на парка. Наблизо се намира спирка „Рибница“ на междуселищните автобуси за и от североизточните направления по „Брезовско шосе“.

## История
На 11 ноември 1922 г. е прокопан каналът „Рибница “. Името му идва от превода на турското име на малката река, която е минавала близо до трасето на канала – „Балък дере“ (от турски: Balık dere). Каналът е построен за отвеждане водите от квартал „Кършияка“ при наводнение. Работата по изграждане на парк „Рибница“ е започната по времето на управлението на пловдивския кмет Георги Тодоров, но той е завършен през 1937 г. неговия наследник Божидар Здравков. Паркът е изграден на мястото на бивш говежди пазар. Оформени и трасирани са парковите алеи, направени са изкуствено езеро, шадраван и водопровод. Каналът „Рибница“ е пресичал целия парк. Неговите брегове са били укрепени и са изградени мостове над него.
В средата на XX в. и в началото на XXI в. на входа до парка откъм кръговото съществува ресторант, носещ името на парка. След 1989 г. в парка са поставени скулптури на пловдивски творци. До 90-те години е имало тоалетна като и до днес може да се видят останките ѝ.
През 2005 г. е изградена открита сцена за популяризиране дейността на районни културни институции и градски тържества.

## Характеристики
По-голямата част от парка е заета от естествена растителност – бряст, елша, бяла топола, дъб и акация.

## Обществени прояви
Паркът и откритата сцена са предпочитани места от семействата в района за празнуване на Първи юни и Шести септември.
В парка е изградена баскетболната площадка, намираща се до спортната зала „Строител“.